# دونگا راسوواچا
دونگا راسوواچا (به صربی: Donja Rasovača) یک منطقهٔ مسکونی در صربستان است که در مروشینا واقع شده‌است.